# Mobayi-Mbongo
Mobayi-Mbongo dawniej znane jako Banzyville lub Banzystad – miasto w Demokratycznej Republice Konga, w prowincji Ubangi Północne. Położone nad rzeką Ubangi, która wyznacza granicę z Republiką Środkowoafrykańską. Po przeciwnej stronie rzeki leży Mobaye. W 1989 roku zainaugurowano tutaj niedużą elektrownie wodną. 